# Psilaster pectinatus
Psilaster pectinatus is een kamster uit de familie Astropectinidae.
De wetenschappelijke naam van de soort werd, als Bathybiaster pectinatus, in 1905 gepubliceerd door Walter Kenrick Fisher.